# Bắc Chu Tuyên Đế
Bắc Chu Tuyên Đế (chữ Hán: 北周宣帝; 559 – 580), tên húy là Vũ Văn Uân (宇文贇), tên tự Can Bá (乾伯), là một hoàng đế của triều đại Bắc Chu trong lịch sử Trung Quốc. Trong sử sách, ông được mô tả là một quân chủ thất thường và hoang phí, các hành vi này đã khiến chế độ Bắc Chu suy yếu rất nhiều. Tiêu biểu cho tính thất thường của ông là việc truyền ngôi cho Tĩnh Đế vào năm 579 trong khi lên ngôi chưa đầy một năm, và việc ông ông lập thêm bốn người thiếp làm hoàng hậu. Sau khi ông qua đời vào năm 580, triều đình Bắc Chu đã rơi vào tay nhạc phụ Dương Kiên, Dương Kiên sau đó đã phế truất Tĩnh Đế, kết thúc triều Bắc Chu và mở đầu triều Tùy.

## Bối cảnh
Vũ Văn Uân sinh năm 559, là con trai trưởng của Vũ Đế Vũ Văn Ung, em trai Minh Đế. Ông sinh ra tại Đồng châu (同州, nay gần tương ứng với Vị Nam, Thiểm Tây) do khi đó cha ông làm thứ sử tại châu này. Mẹ của Vũ Văn Uân là Lý Nga Tư- một người thiếp của Vũ Văn Ung (khi đó Vũ Văn Ung không có chính thất).
Năm 560, Minh Đế bị anh họ Vũ Văn Hộ hạ độc sát hại. Trước khi qua đời, Minh Đế đã bày tỏ mong muốn Vũ Văn Ung sẽ lên ngôi kế vị, Vũ Văn Ung vì thế đã trở thành hoàng đế, tức Vũ Đế. Năm 561, Vũ Đế phong cho Vũ Văn Uấn làm Lỗ quốc công song không lập ông làm hoàng thái tử. Chỉ sau khi Vũ Đế phục kích giết chết Vũ Văn Hộ vào năm 572, ông ta mới lập Vũ Văn Uân làm thái tử. Lý phu nhân không được phong làm hoàng hậu do Vũ Đế đã kết hôn với A Sử Na hoàng hậu, nữ nhi của Mộc Hãn khả hãn A Sử Na Sĩ Cân của Đột Quyết.

## Làm thái tử
Vũ Đế thường phái Vũ Văn Uân đi vi hành các châu, và đến khi hoàng đế đích thân đến các châu hay lãnh đạo các chiến dịch quân sự, ông ta để Vũ Văn Uân trấn thủ kinh thành Trường An.
Năm 573, Vũ Văn Uân kết hôn với Dương Lệ Hoa, bà là con gái của tướng-Tùy quốc công Dương Kiên. Dương Lệ Hoa trở thành thái tử phi.
Vào khoảng thời gian này, Vũ Đế chú ý thấy rằng hầu hết những trợ thủ của Vũ Văn Uân thuộc hàng tiểu nhân. Theo đề xuất của Đông cung tả cung chính là Vũ Văn Hiếu Bá (宇文孝伯), Vũ Đế lập Uất Trì Vận (尉遲運)- cháu trai của tướng Uất Trì Huýnh, làm hữu cung chính. Vũ Đế cũng chọn một số người mà ông đánh giá cao để phục vực trong các vị trí khác nhau nhằm hỗ trợ thái tử, song Vũ Văn Uân đã bực bội trước các thay đổi nhân sự này.
Năm 574, khi mẹ của Vũ Đế là Sất Nô thái hậu qua đời, Vũ Đế đã tuân theo thời gian để tang cho bà, và trong lúc đó, Vũ Văn Uân đóng vai trò là nhiếp chính.
Vào mùa xuân năm 576, Vũ Đế phái Vũ Văn Uân tham gia một chiến dịch chống lại Thổ Dục Hồn với vị thế là chỉ huy quân sự trên danh nghĩa, quyền chỉ huy thực tế nằm trong tay Vũ Văn Hiếu Bá và Vương Quỹ (王軌). Vào mùa xuân năm 576, quân Bắc Chu hoàn thành chiến dịch chống Thổ Dục Hồn sau khi vươn đến kinh thành Phục Sĩ (伏俟, nay thuộc Hải Tây, Thanh Hải) của nước này. Khi về đến Trường An, Vương Quỹ đã thông báo cho Vũ Đế rằng Vũ Văn Uân cùng Trịnh Dịch (鄭譯) và Vương Đoan (王端) đã cùng nhau phạm phải nhiều hành vi vô đạo. Trong cơn giận dữ, Vũ Đế đã đánh Vũ Văn Uấn và Trịnh Dịch bằng một cái gậy và bãi chức của Trịnh Dịch. Tuy nhiên, ngay sau đó Vũ Văn Uân đã phục chức cho Trịnh Dịch.
Các sử gia cũng lưu ý rằng Vũ Đế rất nghiêm khắc với thái tử, không đối đãi dễ dàng hơn so với các quan lại khác. Khi Vũ Đế nghe được chuyện Vũ Văn Uân thích uống rượu, ông ta đã ra chỉ cấm mang bất cứ loại rượu nào vào Đông cung, và bất kỳ khi nào Thái tử phạm lỗi, Vũ Đế sẽ quất roi hoặc đánh gậy Thái tử, cảnh báo rằng: "Ngươi không biết đã có bao nhiêu thái tử bị phế truất trong lịch sử sao? Những hoàng nhi khác của Quả nhân không xứng đáng làm thái tử sao?". Ông cũng lệnh cho các quan lại ở Đông cung phải giám sát Thái tử chặt chẽ và báo lại về các hành động của Thái tử. Phản ứng lại, Vũ Văn Uân đã nén các hành vi của mình và giả bộ đã học được một bài học. Tuy nhiên, Vương Quỹ đã nhiều lần đề xuất rằng Vũ Đế hãy tìm một người kế thừa tốt hơn, song Vũ Đế đã từ chối, lý do là vì Vũ Đế nghĩ thứ tử-Hán vương Vũ Văn Tán (宇文贊) thậm chí còn không tài giỏi bằng Vũ Văn Uân và các hoàng nhi khác thì còn quá nhỏ tuổi.
Năm 577, Vũ Đế tiêu diệt kình địch Bắc Tề, thôn tính lãnh thổ của nước này. Vào mùa hè năm 578, Vũ Đế đột ngột lâm bệnh trong khi đang chuẩn bị tiến hành một chiến dịch chống Đột Quyết. Vũ Đế đã qua đời sau khi giao phó các công việc quan trọng cho Vũ Văn Hiếu Bá. Vũ Văn Uân lên ngôi, tức Tuyên Đế.

## Trị vì
Tuyên Đế đã tôn phong A Sử Na hoàng hậu là hoàng thái hậu và lập Thái tử phi của mình-Dương Lệ Hoa làm hoàng hậu. Tuy nhiên, ông đã bắt đầu thực hiện một số hành động không thích hợp, bao gồm việc ngay lập tức thăng cấp cho Trịnh Dịch và có quan hệ tình dục với các thị nữ trong cung của cha. Sử sách mô tả rằng ông không những không thương tiếc cha, mà đến khi đến gần quan tài, Tuyên Đế đã sờ vào các vết sẹo do những vết thương mà phụ hoàng gây ra trước đó, và trớ chú: "tử đắc thái vãn liễu" (chết quá muộn). Ngay sau đó, Tuyên Đế đã tôn phong mẹ đẻ Lý Nga Tư làm "đế thái hậu", trong khi vẫn để A Sử Na thị làm hoàng thái hậu.
Khi biết tin về cái chết của Vũ Đế, Cao Thiệu Nghĩa đã cố gắng mở một cuộc tấn công để phục quốc Bắc Tề, song đã nhanh chóng bị đẩy lùi và buộc phải triệt thoái về Đột Quyết.
Tuyên Đế sau đó quay sang giết những người mà ông lo sợ hoặc có hận thù. Mục tiêu đầu tiên là thúc phụ Tề vương Vũ Văn Hiến do người này được kính trọng vì có tài quân sự, cùng với đó là các bằng hữu của Vũ Văn Hiến, các tướng Vương Hưng (王興), Độc Cô Hùng (獨孤熊), và Đậu Lô Thiệu (豆盧紹). Sau đó, Tuyên Đế quay sang chống lại Vương Quỹ, Vũ Văn Hiếu Bá và Vũ Văn Thần Cử (宇文神舉), tất cả đều là thân tín của Vũ Đế, lý do là vì Tuyên Đế nghĩ rằng tất cả bọn họ đã nói xấu ông trước Vũ Đế. Uất Trì Vận chết trong sợ hãi.
Vào mùa xuân năm 579, Tuyên Đế đã thay đổi chế phục mà Vũ Đế đã chuẩn hóa, thay vào đó ông cho sử dụng chế phục theo phong cách Đông Hán và Tào Ngụy. Ông cũng bãi bỏ hình luật mà cha ông đã ban hành vào năm 577 và tuyên bố một vài ân xá, nói rằng ông tin các hình phạt của Vũ Đế là quá nghiêm khắc, song ngay sau đó ông đã cho áp dụng một bộ hình luật thậm chí còn nghiêm khắc hơn. Trái với sự ngăn cấm Phật giáo và Đạo giáo của cha, Tuyên Đế công khai có các hành động đề cao Đạo giáo.
Cũng vào mùa xuân năm 579, Tuyên Đế đã phong người con trai cả mới sáu tuổi là Vũ Văn Xiển làm hoàng thái tử. Ông cũng thăng Lạc Dương thành bồi đô, chuyển các cơ cấu phân chia phụ thuộc của lục bộ từ cố đô Nghiệp thành của Bắc Tề đến Lạc Dương.
Trong khi đó, Đà Bát khả hãn (thúc phụ của A Sử Na thái hậu) của Đột Quyết cầu hòa. Tuyên Đế đáp lại bằng việc phong nữ nhi của hoàng thúc Triệu vương Vũ Văn Chiêu (宇文招) làm Thiên Kim công chúa, ra điều kiện sẽ gả cô cho Đà Bát khả hãn nếu ông ta chịu giao Cao Thiệu Nghĩa, song Đà Bát khả hãn đã từ chối.
Chưa đầy một tháng sau khi lập Vũ Văn Xiển làm Thái tử, Tuyên Đế đã truyền ngôi cho Vũ Văn Xiển, tức Kính Đế. Tuyên Đế xưng làm "Thiên nguyên hoàng đế", thay vì Thái thượng hoàng. Ông đổi tên cung của mình thành Thiên Đài (天台), và tăng gấp đôi số tua trên mũ miện, cũng như số xe, kiệu, phục trang, hiệu kỳ và trống của hoàng đế. Ông đã đổi tên cung của thiếu hoàng đế thành Chính Dương cung (正陽宮), bố sung thêm nô bộc cho ngang với cung của ông. Tước hiệu của Dương hoàng hậu cũng được đổi thành "Thiên nguyên hoàng thái hậu".

## Làm Thiên nguyên hoàng đế
Các sử gia mô tả rằng sau khi Tuyên Đế truyền ngôi cho Kính Đế, ông trở nên đặc biệt hoang phí, hoang tưởng tự đại và không biết chừng mực. Ông xưng là "thiên" với hạ thần, và yêu cầu các đại thần đến triều kiến trước đó phải ăn chay trong ba ngày, tịnh thân một ngày. Ông không cho phép các đại thần dùng dây đai hay đồ trang trí trên phục trang của họ, và ông cấm dùng các chữ như "thiên" (天), "cao" (高), "thượng" (上), và "đại" (大), ngoại trừ bản thân ông. Ông cấm các phụ nữ ở bên ngoài cung sử dụng mỹ phẩm. Ông ra lệnh rằng tất cả các bánh xe đều phải làm từ một khúc gỗ duy nhất, không cho phép lắp ghép.
Thêm vào đó, bất cứ khi nào Tuyên Đế gặp các hạ thần, ông chỉ thảo luận với họ về việc thay đổi các phong tục như thế nào hoặc xây cung điện như thế nào, không chú tâm vào viện quốc gia đại sự. Ông dành thời gian cho du hí, xuất theo các tùy tùng. Các hạ thần thường bị phạt đánh, ban đầu là 120 gậy mỗi lần và sau đó tăng lên 240 gậy. Ông gây ra nỗi khiếp đảm đối với các hạ thần và thậm chí với các phụ nữ trong hậu cung, đến nỗi không ai dám nói gì cả.
Vào mùa hè năm 579, Tuyên Đế tấn phong nô tì Chu Mãn Nguyệt làm "Thiên nguyên hoàng hậu". Ông cũng phong thái ấp cho các hoàng thúc: Triệu vương Vũ Văn Chiêu, Trần vương Vũ Văn Thuần (宇文純), Việt vương Vũ Văn Thịnh (宇文盛), Đại vương Vũ Văn Đạt (宇文達), và Đằng vương Vũ Văn Du (宇文逌), và phái họ đến thái ấp của mình, nằm cách xa Trường An.
Vào mùa thu năm 579, trong một hành động rất không chính thống, Tuyên Đế đã phong thêm hai hoàng hậu nữa -- Nguyên Lạc Thượng trở thành "thiên hữu hoàng hậu" và Trần Nguyệt Nghi trở thành "thiên tả hoàng hậu", cải phong Chu Mãn Nguyệt là "thiên hoàng hậu". Cũng trong khoảng thời gian này, khi Uất Trì Sí Phồn (phu nhân của Tây Dương quận công Vũ Văn Ôn) vào cung thỉnh an hoàng đế, Tuyên đế đã cưỡng hiếp bà.
Vào mùa đông năm 579, Tuyên Đế chính thức chấm dứt các cấm đoán chống Đạo giáo và Phật giáo mà Vũ Đế từng ban ra, và đích thân ông đã ngồi cùng tượng các vị thánh của Phật giáo và Đạo giáo. Ông cũng tiến hành một cuộc tấn công nhằm vào kình địch là Nam triều Trần. Vào mùa xuân năm 580, quân Bắc Chu đoạt được lãnh thổ nằm giữa Hoài Hà và Trường Giang từ tay Trần. Khi quân đội triệt thoái, tướng Vũ Văn Lượng đã cố gắng phục kích thượng cấp Vi Hiếu Khoan (韋孝寬) và đoạt lấy đội quân của Vi và tuyên bố nổi dậy. Vi Hiếu Khoan đã phát hiện ra âm mưu của Vũ Văn Lượng và đã có thể đẩy lui cuộc tấn công và giết chết Vũ Văn Lượng. Tuyên Đế sau đó cũng giết chết con trai của Vũ Văn Lượng là Tây Dương quận công Vũ Văn Ôn (宇文溫), và sau đó đưa Uất Trì công phu nhân về làm thiếp. Sau đó, chống lại lời phản đối rằng ông đã có quá nhiều hoàng hậu, ông đã phong Uất Trì Sí Phồn làm "thiên tả đại hoàng hậu".
Trong khi đó, Tuyên Đế nghi ngại trước tài năng của nhạc phụ Dương Kiên, và ông đã tính đến việc giết chết Dương Kiên song cuối cùng đã không thực hiện. Do Dương Kiên và Trịnh Dịch là bằng hữu, Dương Kiên đã bí mật thỉnh cầu Trịnh Dịch trao cho ông ta một chức vụ ở cách xa kinh thành, và ngay sau đó, theo đề xuất của Trịnh Dịch, Tuyên Đế đã phong Dương Kiên đi chỉ huy đội quân chống Trần.
Tuy nhiên, trước khi đội quân đánh Trần hành quân, Tuyên Đế đột nhiên lâm bệnh vào mùa hè năm 580. Tuyên Đế đã triệu các trợ thủ là Lưu Phưởng (劉昉) và Nhan Chi Nghi (顏之儀) đến để cố giao phó các công việc, song khi hai người đến nơi, Tuyên Đế đã không còn nói được. Sau khi hỏi ý Trịnh Dịch, Vi Mô (韋謨) và Hoàng Phủ Tích (皇甫績), Lưu Phưởng đã quyết định triệu Dương Kiên đến để phục vụ Tuyên Đế và trở thành nhiếp chính nếu Tuyên Đế qua đời, bất chấp việc Nhan Chi Nghi muốn Vũ Văn Chiêu làm nhiếp chính. Đầu tiên, Dương Kiên đã từ chối do lo sợ rằng đây là một cái bẫy, song cuối cùng đã vào cung. Tối hôm đó, Tuyên Đế qua đời, và Dương Kiên đoạt lấy quyền kiểm soát hoàng cung và cấm quân. Trong vòng một năm, Dương Kiên đã đoạt lấy ngai vàng, chấm dứt triều Bắc Chu và thiết lập triều Tùy.

## Phim ảnh
| Năm  | Phim ảnh        | Diễn viên | Nhân vật   |
| 2018 | Độc Cô thiên hạ | Lưu Suất  | Vũ Văn Uân |